# جادسون سيلفا تافاريس
جادسون سيلفا تافاريس (بالبرتغالية: Judson Silva Tavares‏) هو لاعب كرة قدم برازيلي في مركز الوسط، ولد في 25 مايو 1993 في Arês, Rio Grande do Norte ‏ في البرازيل. لعب مع سان خوسيه إيرثكويكس.

## وصلات خارجية
- جادسون سيلفا تافاريس على موقع الدوري الأمريكي (الإنجليزية)
- جادسون سيلفا تافاريس على موقع قاعدة بيانات كرة القدم.إي يو (الإنجليزية)
- جادسون سيلفا تافاريس على موقع Soccerway.com (الإنجليزية)
- جادسون سيلفا تافاريس على موقع عالم كرة القدم.نت (الإنجليزية)